# Szreniawa Sulechowska
Szreniawa Sulechowska – nieczynny kolejowy przystanek osobowy na linii nr 305 w Szreniawie, w województwie lubuskim, w Polsce.